# 邵陵郡
邵陵郡，中国孙吴时设置的郡。初名昭陵郡，西晉時更名。

## 建置沿革
三国吴寶鼎元年（266年），分长沙郡置昭陵郡，隸荊州，辖境相当今湖南省新化县以南的资水流域。
晉武帝太康元年（280年），滅吳，为司马昭避讳改昭陵郡为邵陵郡。領六县：昭陵、都梁、夫夷、建兴、邵阳、高平，治所在邵陵县（舊名昭陵縣，今湖南省邵阳市）。後分都梁縣立武岡縣。晉懷帝永嘉元年（307年），邵陵郡改隸湘州。晉成帝咸和三年（328年）省湘州。晉安帝義熙八年（412年）復立，十二年（416年）又省。宋武帝永初三年（422年）又立，宋文帝元嘉八年（431年）省。十六年（439年）又立，二十九年（452年）又省。宋孝武帝孝建元年（454年）又立。
隋文帝开皇九年（589年），滅陳，廢邵陵郡，其地屬潭州。

## 人口
- 晉武帝太康三年（282年），邵陵郡有12000戶。[2]
- 宋孝武帝大明八年（464年），邵陵郡有1916戶，25565口。[3]

## 行政長官

### 邵陵太守（280年—462年）
- 葛悌，丹楊句容人，晉武帝太康中在任。[5]
- 戴邈，字望之，廣陵人，晉懷帝永嘉中由司馬睿版行。[6]
- 鄭融，晉懷帝永嘉五年（311年）遇害。[7]

### 邵陵內史（486年—502年）
- 褚洊，齊和帝中興元年（501年）被邵陵人驅逐出郡。[8]

### 邵陵內史（514年—557年）
- 劉棻，梁元帝承聖三年（554年）卒官。[9]

## 國主

### 南朝宋邵陵國（462年—466年）
| 邵陵國（462年—466年）丨食邑2000戶 |          |    |        |             |                  |
| 代數                              | 封爵     | 謚 | 姓名   | 在位時間    | 備註             |
| 1                                 | 邵陵郡王 |    | 劉子元 | 462年—466年 | 宋孝武帝第十三子 |
| 伏誅，國除                        |          |    |        |             |                  |

### 南朝宋邵陵國（474年—479年）
| 邵陵國（474年—479年）丨食邑2000戶 |          |      |      |             |              |
| 代數                              | 封爵     | 謚   | 姓名 | 在位時間    | 備註         |
| 1                                 | 邵陵郡王 | 殤王 | 劉友 | 474年—479年 | 宋明帝第七子 |
| 齊受禪，國除                      |          |      |      |             |              |

### 南朝齊邵陵國（486年—495年）
| 邵陵國（486年—495年）丨食邑2000戶 |          |    |        |             |                |
| 代數                              | 封爵     | 謚 | 姓名   | 在位時間    | 備註           |
| 1                                 | 邵陵郡王 |    | 蕭子貞 | 486年—495年 | 齊武帝第十四子 |
| 伏誅，國除                        |          |    |        |             |                |

### 南朝齊邵陵國（495年—502年）
| 南平國（494年—495年）/邵陵國（495年—502年） |                   |    |        |             |              |
| 代數                                        | 封爵              | 謚 | 姓名   | 在位時間    | 備註         |
| 1                                           | 南平郡王→邵陵郡王 |    | 蕭寶攸 | 494年—502年 | 齊明帝第九子 |
| 伏誅，國除                                  |                   |    |        |             |              |

### 南朝梁邵陵國（514年—557年）
| 邵陵國（514年—557年）\|食邑2000戶 |          |             |      |             |              |
| 代數                              | 封爵     | 謚          | 姓名 | 在位時間    | 備註         |
| 1                                 | 邵陵郡王 | 攜王/壯武王 | 蕭綸 | 514年—551年 | 梁武帝第六子 |
| 2                                 | 邵陵蕃王 |             | 蕭後 | 556年—557年 | 蕭綸孫       |
| 陳受禪，國除                      |          |             |      |             |              |

### 南朝陳邵陵國（566年—585年）
| 邵陵國（566年—585年）              |              |    |        |             |          |
| 以戰功封，食邑2000戶→2500戶→3000戶 |              |    |        |             |          |
| 代數                               | 封爵         | 謚 | 姓名   | 在位時間    | 備註     |
| 1                                  | 邵陵郡開國公 |    | 章昭達 | 566年—571年 |          |
| 2                                  | 邵陵郡開國公 |    | 章大寶 | ？—585年    | 章昭達子 |
| 伏誅，國除                         |              |    |        |             |          |

### 南朝陳邵陵國（587年—589年）
| 邵陵國（587年—589年）丨食邑1000戶 |          |    |      |             |              |
| 代數                              | 封爵     | 謚 | 姓名 | 在位時間    | 備註         |
| 1                                 | 邵陵郡王 |    | 陳兢 | 587年—589年 | 陳後主第七子 |
| 陳亡，國除                        |          |    |      |             |              |